# Cathédrale de San Miniato
Ne doit pas être confondu avec Basilique San Miniato al Monte.
La cathédrale de San Miniato (en italien, Cattedrale di Santa Maria Assunta e di San Genesio) est une église catholique romaine de la ville de San Miniato, en Italie. Il s'agit de la cathédrale du diocèse de San Miniato.

## Histoire
C'est l'édifice le plus important de la ville, le principal lieu de culte catholique, construit au XIIIe siècle. Il a été édifié sur une ancienne construction datant de 700 ans. En 1195 elle est citée dans un des discours du pape Célestin III, où il rappelle la dépendance à la paroisse San Genesio. En 1248 le bourg de San Miniato est détruit. Après cela, Santa Maria acquiert ses fonts baptismaux et le titre de San Genesio. L'édifice a aussi été restructuré, la façade décorée de céramiques. 
En 1369, San Miniato fait partie du domaine de Florence, l'église devient presque inaccessible aux fidèles. En 1489, avec la stabilité politique, le domaine de Florence redonne l'église au clergé local. Ensuite la tour Mathilde est ajoutée.
L'église est seulement devenue une cathédrale en 1622. Elle connaît de grandes rénovations en 1860.
Le 22 juillet 1944, un obus d'artillerie américain y explose causant la mort de 55 personnes. L'église était remplie de civils rassemblés par les Allemands. Une plaque commémorative se situe sur la façade de l'église en l'honneur des victimes (Massacre de la cathédrale de San Miniato (it)).

## Extérieur
La cathédrale est caractérisée par une façade saillante à l'extérieur. Sur la partie inférieure il y a trois portails du XVe siècle en grès, chacun surmonté d'une architrave. Des rosaces circulaires surplombent deux portails latéraux.
Le campanile, ou tour de Mathilde, fait partie intégrante de la cathédrale bien qu'elle ait été rajoutée plus tard.

## Intérieur
L'orgue à cannes se situe au fond de l'église, sur l'abside, posé sur une étagère. Il a été construit en 1966 par Francesco Michelotto, et restauré en 2008 par Valerio Marrucci. L'instrument a une transmission électronique, une console mobile indépendante avec deux claviers de 61 notes et une pédale de 32 notes.
Vers la nef centrale, à droite se trouve le pupitre d'Amélia Dupré, qui porte des bas-reliefs. Les fonts baptismaux, au début appartenant à la nef, ont une forme de vase et ont été gravés par Giovan Battista Sandrini en 1639. Le même artiste a ajouté des monuments funéraires dans la nef. Dans le bras droit de l'église, un bénitier du XIIIe siècle est situé dans une branche du transept.
Le presbytère, qui occupe la croisée du transept, est délimité par une balustrade en marbre.
Sur les retables de l'autel se détachent plusieurs peintures : La Deposizione de Francesco d'Agnolo dit lo Spillo, L'Adorazione dei pastori d'Aurelio Lomi, La Resurrezione di Lazzaro de Cosimo Gamberucci et Il Battesimo di Cristo d'Ottavio Vannini avec la collaboration d'Orazio Samminiati.